# 丸山考古遺址
丸山考古遺址，為臺灣宜蘭縣新石器時代晚期之遺址，位置在宜蘭縣冬山鄉丸山村及八寶村，1963年由盛清沂發現:1-5，宜蘭縣政府於2003年依法指定為縣定古蹟，2006年配合文化資產保存法，修正指定為 「縣定遺址」。2018年，文化部列為台灣第9處國定考古遺址。

## 發現過程
遺址於文獻上初次紀錄在1963年由盛清沂發現:5，1994年起進行考古探坑試掘，1998年透過大規模發掘有更為全面的認識。

## 年代
丸山考古遺址發掘取得的木炭標本，經學者鑑定為人為使用火的遺留可能性極高。由國立臺灣大學碳十四定年驗室、及美國Beta實驗室進行碳十四年代的測定，有46件標本來自不同的探坑的堆積土層、文化層及生土層等三個文化層，可推斷人群在遺址活動的時間年代，主要集中於距今3,700至2,700年之間，應為臺灣東北部新石器時代晚期的代表文化之一。

## 出土成果
宜蘭縣政府於1998年2月1日開始進行第四次發掘工作至8月26日。1999年6月至2000年完成搶救發掘整理成果主要分為遺跡及遺物。遺跡包括聚落結構（大型坑洞4個)，家屋結構（柱洞群、石牆、火塘及灰坑等）及墓葬72座:15、遺物包括陶質標本56,795件:20、石質標本，如石器15,755件:71、建築構件103件、石料106,990件:124。

## 器物
丸山考古遺址出土大量的器物，並見特殊的人獸形玉器。從出土材料性質可發現丸山文化人群就地取材，製作磨製石器、陶器及飾品等，陶質大多為橙褐色灰胎夾砂陶，其中裝飾性用品除了從生活中，也從墓葬中找到相關飾品。:56-57,65